# Belbeuf
Belbeuf település Franciaországban, Seine-Maritime megyében. Lakosainak száma 2257 fő (2022. január 1.). Belbeuf Amfreville-la-Mi-Voie, Gouy, Le Mesnil-Esnard, Franqueville-Saint-Pierre, Saint-Aubin-Celloville és Saint-Étienne-du-Rouvray községekkel határos.

## Népesség
A település népességének változása:
| Lakosok száma | 1966 | 2058 | 2180 | 2201 | 2217 | 2235 | 2242 | 2249 | 2257 |
|               | 2013 | 2015 | 2016 | 2017 | 2018 | 2019 | 2020 | 2021 | 2022 |